# Atlanta Glory 1997-1998
La stagione 1997-98 delle Atlanta Glory fu la 2ª nella ABL per la franchigia.
Le Atlanta Glory arrivarono terze nella Eastern Conference con un record di 15-29, non qualificandosi per i play-off.

## Roster
| N° | Naz.                   | Ruolo | Sportivo         | Anno | Alt. | Peso |
| -- | ---------------------- | ----- | ---------------- | ---- | ---- | ---- |
|    | Stati Uniti (bandiera) | GA    | Cathy Boswell    | 1962 | 183  | 76   |
|    | Stati Uniti (bandiera) | G     | Amy Cherubini    | 1970 | 178  | 64   |
|    | Stati Uniti (bandiera) | A     | Abby Conklin     | 1975 | 191  | 79   |
|    | Stati Uniti (bandiera) | GA    | Teresa Edwards   | 1964 | 180  | 70   |
|    | Stati Uniti (bandiera) | A     | Lauretta Freeman | 1971 | 185  | 79   |
|    | Stati Uniti (bandiera) | C     | Tracy Henderson  | 1974 | 191  | 91   |
|    | Stati Uniti (bandiera) | G     | Niesa Johnson    | 1973 | 175  | 66   |
|    | Stati Uniti (bandiera) | A     | Stacey Lovelace  | 1974 | 193  | 77   |
|    | Stati Uniti (bandiera) | A     | Nadine Malcolm   | 1975 | 185  | 77   |
|    | Stati Uniti (bandiera) | AC    | Katrina McClain  | 1965 | 188  | 82   |
|    | Stati Uniti (bandiera) | G     | Nicky McCrimmon  | 1972 | 173  | 57   |
|    | Stati Uniti (bandiera) | G     | Saudia Roundtree | 1976 | 170  | 66   |
|    | Stati Uniti (bandiera) | A     | Darla Simpson    | 1969 | 191  | 73   |
|    | Croazia (bandiera)     | G     | Boky Vidić       | 1973 | 175  | 60   |

## Staff tecnico
- Allenatore: Teresa Edwards